# Esqui aquático nos Jogos Pan-Americanos de 2015 - Truques masculino
A competição do truques masculino foi um dos eventos do esqui aquático nos Jogos Pan-Americanos de 2015, em Toronto. Foi disputada no canal oeste do Lago Ontário entre os dias 20 e 23 de julho.

## Calendário
Horário local (UTC-4).
| Data        | Horário | Fase         |
| ----------- | ------- | ------------ |
| 20 de julho | 13:45   | Preliminares |
| 23 de julho | 11:45   | Finais       |

## Medalhistas
| Ouro   | USA Adam Pickos     |
| Prata  | CAN Jaret Llewellyn |
| Bronze | ARG Javier Julio    |

## Resultados

### Preliminares
Os oito melhores atletas se classificaram para a final.
| Colocação | Atleta           | Nacionalidade      | Resultados | Notas |
| --------- | ---------------- | ------------------ | ---------- | ----- |
| 1         | Adam Pickos      | USA Estados Unidos | 10920      | Q     |
| 2         | Jaret Llewellyn  | CAN Canadá         | 10360      | Q     |
| 3         | Jason McClintock | CAN Canadá         | 9380       | Q     |
| 4         | Jorge Renosto    | ARG Argentina      | 9360       | Q     |
| 5         | Felipe Miranda   | CHI Chile          | 8960       | Q     |
| 6         | Javier Julio     | ARG Argentina      | 8740       | Q     |
| 7         | Rodrigo Miranda  | CHI Chile          | 7620       | Q     |
| 8         | Sandro Ambrosi   | MEX México         | 6410       | Q     |
| 9         | Carlos Lamadrid  | MEX México         | 4960       |       |
| 10        | Mateo Botero     | COL Colômbia       | 4150       |       |
| 11        | Santiago Correa  | COL Colômbia       | 2670       |       |
| 12        | Martin Malarczuk | ARG Argentina      | 2490       |       |
| 13        | Alvaro Lamadrid  | MEX México         | 2400       |       |
| 14        | Mario Mustafa    | PER Peru           | 1390       |       |
| 15        | Andrew Dunlap    | GUA Guatemala      | 0          |       |

### Finais
| Colocação         | Atleta           | Nacionalidade      | Resultados | Notas |
| ----------------- | ---------------- | ------------------ | ---------- | ----- |
| Medalha de ouro   | Adam Pickos      | USA Estados Unidos | 11110      |       |
| Medalha de prata  | Jaret Llewellyn  | CAN Canadá         | 10550      |       |
| Medalha de bronze | Javier Julio     | ARG Argentina      | 9450       |       |
| 4                 | Jason McClintock | CAN Canadá         | 9440       |       |
| 5                 | Felipe Miranda   | CHI Chile          | 8610       |       |
| 6                 | Rodrigo Miranda  | CHI Chile          | 7800       |       |
| 7                 | Sandro Ambrosi   | MEX México         | 5590       |       |
| 8                 | Jorge Renosto    | ARG Argentina      | 0          |       |